# Ecsenius portenoyi
Ecsenius portenoyi är en fiskart som beskrevs av Springer, 1988. Ecsenius portenoyi ingår i släktet Ecsenius och familjen Blenniidae. Inga underarter finns listade i Catalogue of Life.